# IPad Pro
iPad Pro – linia tabletów zaprojektowana i rozwijana przez Apple Inc., działających pod kontrolą systemu iPadOS. Od 2018 r. tablety dostępne są w dwóch rozmiarach przekątnej ekranu: 11 cala i 12,9 cala, oba w czterech rozmiarach pamięci masowej: 256 GB, 512 GB, 1 TB i 2 TB. Konfiguracja z 2 TB pamięci jest pierwszym urządzeniem z systemem iPadOS oferującym taką pojemność.

## Pierwsza generacja
Pierwsza generacja iPada Pro z przekątną 12,9 cala została zapowiedziana podczas Apple Special Event 9 września 2015 roku, a sprzedaż rozpoczęła się 11 listopada. Tablet jest większy od wszystkich poprzednich modeli iPadów oraz pierwszym, który wyposażono w pamięć RAM LPDDR4. Mniejsza wersja iPada Pro o przekątnej 9,7 cala została zaprezentowana 21 marca 2016 roku, a sprzedaż rozpoczęła się 31 marca. Oba modele oferowano w kilku opcjach kolorystycznych: w złotej, srebrnej i gwiezdnej szarości oraz w różowym złocie dla mniejszej wersji.
W porównaniu z iPadem Air 2, iPad Pro 9,7 cala ma szybszy procesor, lepszą kamerę oraz był pierwszym iPadem oferującym matrycę True Tone i Retina Flash doświetlającą ekran podczas robienia zdjęć selfie. Technologia True Tone dopasowuje natomiast temperaturę barwową wyświetlacza do warunków oświetlenia zewnętrznego. Obie wersje iPada Pro 1. generacji mają w chip A9X z koprocesorem ruchu M9. Mniejsza wersja ma jednak wolniejsze taktowanie procesora (2,16 GHz w porównaniu z 2,26 GHz w wersji 12,9 cala).
Obie wersje zawierają wiele elementów ze standardowych iPadów, takich jak Touch ID czy wyświetlacz Retina. Nowymi dodatkami były Smart Connector do podłączania zewnętrznej klawiatury oraz cztery głośniki stereo ulokowane parami na górnej i dolnej krawędzi urządzenia. Wyświetlacz 12,9-calowej wersji miał rozdzielczość ekranu 2732×2048 px przy zagęszczeniu na poziomie 264 ppi, natomiast mniejsza wersja miała rozdzielczość 2048×1536 px przy tym samym ppi. Wersja 12,9 cala była także pierwszym iPadem zawierającym 4 GB pamięci RAM.

## Druga generacja
Na konferencji WWDC 5 czerwca 2017 roku zaprezentowano drugą generację urządzeń. iPady Pro 2. generacji mają ulepszony chip Apple A10X Fusion, 64, 256 lub 512 GB pamięci masowej, ulepszony wyświetlacz i nową przekątną 10,5 cala, która zastąpiła wersję 9,7 cala. W porównaniu do poprzedniej generacji unowocześniono procesor – A10X Fusion z 12-rdzeniowym GPU, matryca True Tone o częstotliwości odświeżania 120 Hz jest o połowę jaśniejsza. Obie wersje (12,9 cala i 10,5 cala) zaczęto sprzedawać 13 czerwca. Po zapowiedzi drugiej generacji, tablety pierwszej generacji zostały usunięte z Apple Store. Obie wersje mają 12 Mpx kamerę z poczwórną diodą LED i 7 Mpx kamerę FaceTime HD z technologią Retina Flash. Port Lightning wspiera USB-C oraz szybkie ładowanie.

## Trzecia generacja
Trzecia generacja iPada Pro została zapowiedziana 30 października 2018 roku i miała dwa rozmiary ekranu (11-cala (28 cm) i 12,9-cala (33 cm)). Była wyposażona w wyświetlacz pełnoekranowy. Model 11-calowy 3. generacji zastąpił model 10,5-calowy 2. generacji. Była ona również wyposażona w max. 1 TB pamięci masowej i Face ID (rozpoznawanie twarzy) za pomocą czujnika na górnej ramce, która w przeciwieństwie do modeli iPhone’a z Face ID mogła odblokować iPada w dowolnej orientacji. Ze względu na konstrukcję ekranu, urządzenia te były pierwszymi iPadami, które nie miały fizycznego przycisku Home. Były to również pierwsze modele iPada Pro ze złączem USB-C, które zastąpiło złącze Lightning.

## Akcesoria
Istnieją cztery akcesoria dedykowane do iPada Pro – „inteligentna” osłona na ekran, odłączana klawiatura, Apple Pencil oraz silikonowe etui, sprzedawane oddzielnie.

### Smart Keyboard
Klawiatura Smart Keyboard jest podłączana do urządzenia za pomocą Smart Connector, magnetycznym złączem zapewniającym zasilanie i transfer danych. Klawiatura ta porównywalna jest do tych obecnych w Microsoft Surface Pro. Design akcesorium jest podobny do Smart Cover.

### Magic Keyboard
Klawiatura Magic Keyboard została ogłoszona 18 marca 2020 roku, wraz z wprowadzeniem obsługi kursora myszy i gestów Multi-Touch w systemie iPadOS. W porównaniu do klawiatury Smart Keyboard, Magic Keyboard posiada dodatkowo gładzik i port USB-C do przelotowego ładowania urządzenia. Jest przymocowywana do iPada magnetycznie, umożliwia regulację kąta nachylenia ekranu, a do połączenia z iPadem wykorzystywane jest złącze Smart Connector zapewniające zasilanie i transfer danych. Posiada dodatkowo port USB-C do przelotowego ładowania urządzenia. Jej klawisze są podświetlane i korzystają z mechanizmu nożycowego. Wydanych zostało kilka wersji klawiatury Magic Keyboard, w kolorach czarnym oraz białym i są one kompatybilne z 11-calowymi i 12,9-calowymi modelami iPada Pro z 2018 roku i nowszymi.

### Apple Pencil
Apple Pencil to stylus stworzony jedynie dla iPadów Pro w wersji 11 oraz 12,9 cala oraz nowym iPadem Air. Apple Pencil 1. generacji współpracuje z większością iPadów i jest ładowany przy pomocy portu Lightning bezpośrednio z iPada. Pióro 2. generacji można doładowywać poprzez magnetyczny pasek z boku iPada. iPad Pro wprowadza nowy ekran ze zwiększoną czułością i precyzją w porównaniu z wcześniejszymi modelami oraz ze wsparciem dla Apple Pencil. Nowy rysik wprowadził wrażliwość na siłę nacisku i kąta nachylenia.